# Portique de Pompée
Le portique de Pompée (en latin : Porticus ad Nationes ou Porticus Pompeianae) est un monument construit entre 61 et 55 av. J.-C., à la fin de la période républicaine. La construction de cet édifice est initiée par le consul et général romain Pompée. Le portique s'insère au cœur d'une vaste parure architecturale, également connue sous le nom de « complexe pompéien », et dont le bâtiment le plus imposant et qui manifeste le plus de rayonnement est le théâtre.
Ce portique est localisé au Champ de Mars, dans le rione (ou district, arrondissement) de Parione, à Rome, région du Latium, en Italie.
Cet édifice, dénommé Porticus Pompeianae ou Porticus ad Nationes, est d'un type architectural dit « quadriportique » et se présente sous forme rectangulaire. Il est constitué d'une double rangée de colonnes qui se déploient sur chacun des côtés.

## Contexte géographique
Le portique est situé au centre du complexe pompéien. Il est encadré par le théâtre, à l'Ouest ; et par la curie, à l'Est. Par ailleurs, il se prend place entre l'Hecatostylum et le portique d'Octavius, respectivement situés au Nord et au Sud.
À l'instar de l'ensemble de la parure monumentale pompéienne, le portique est localisé sur le Champ de Mars de Rome, dans le Rione de Parione.
Enfin, l'artéfact retrouvé au sein du Champ de Mars, le plan fragmenté dénommé Forma Urbis Romae, montre que le Porticus Pompeianae longeait une place actuellement connue sous le nom de Largo Torre di Argentina.

## Découverte et fouilles
Des fouilles archéologiques entreprises au cours du XVIIIe siècle, ont mis en évidence un bloc de pierre plat sur lequel figure le plan au sol du complexe pompéien. Bien qu'incomplet, ce dessin d'architecture, permet de restituer la quasi-totalité de la parure monumentale pompéienne établie au Champ de Mars.

## Histoire

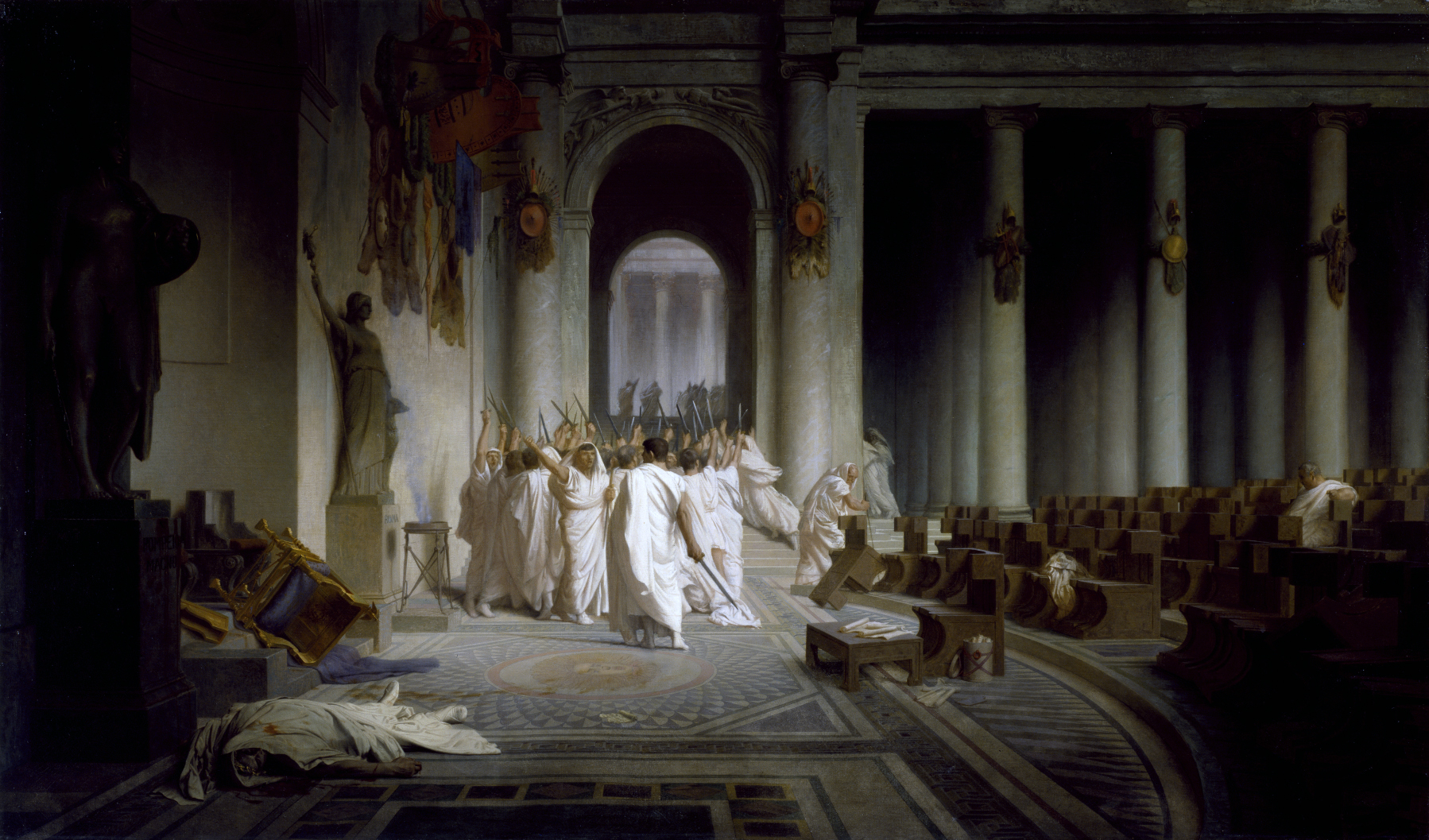
L'assassinat de Jules César par les Liberatores, devant les colonnes du Porticus Pompeiana et la Curie pompéienne, en 44 av. J.-C..

L'ensemble du complexe de Pompée a été bâti 

« [...] dans une zone à la connotation triomphale, fortement marquée par le voisinage du Circus Flaminius[...] »

— Vincent Jolivet, 1983, p. 136.
Outre son rôle de jonction entre le théâtre d'une part, la curie et le lieu de résidence privé d'autre part, le portique pompéien a exceptionnellement tenu une fonction de lieu de réunion d'assemblée sénatoriale, autrement dit, hors du Pomœrium. Ce fut par exemple le cas lors du procès du préteur et client de Cicéron, Milon. Ce procès, supervisé par Pompée, s'est déroulé au sein même du portique alors que l'ensemble monumental du Champ de Mars n'avaient pas encore fait l'objet de leur inauguration.
De sources antiques mettent en évidence que le Porticus Pompeianae a probablement été le lieu précis où s'est déroulé l'assassinat de Jules César et fomenté par les chefs du parti sénatorial romain (les Liberatores), en 44 av. J.-C..
Toutefois, cette hypothèse a été remise en cause. En effet, certains auteurs, en se basant sur un texte de Suétone, confirment que cet événement se serait passé au sein de la Curia Pompeienae :

« Qui primum cinctati utrumme in campo per comitia tribus ad suffragia uocantem partibus diuisis e ponte deicerent atque exceptem trucidarent, an in Sacra uia uel in aditu theatri adoritentur, postquam senatus Idibus Martiis in Pompei curiam edictus est, facile tempus et locum praetulerunt »

— Suétone, César, livre LXXX, paragraphe 8.
De ce monument antique commandité par Pompée, il ne subsiste actuellement que des vestiges de colonnes situées sur le côté Est du portique, comme en témoignent les plus récentes prospections archéologiques effectuées sur le chantier de fouilles de la Largo di Torre Argentina.

## Description
Le portique pompéien est constitué d'une double colonnade (ou rangées de colonne), l'une externe et l'autre interne. L'ensemble forme un rectangle dont le périmètre se développe sur 185 mètres de long pour 130 mètres de large. L'existence de ses quatre côtés latéraux en fait un monument du type « quadriportique »,.
Ces colonnes, de style architectural corinthien ou ionique, s'élève à une hauteur estimée à environ 9,50 mètres. L'ensemble de la colonnade est bâtie au moyen d'une pierre granitique de couleur rouge. En outre, le Porticus Pompeienae est pourvu de 4 accès : deux situées à l'est qui font face à deux autres placées à l'ouest. D'autre part, et bien que cette hypothèse soit actuellement discutée, l'archéologue italien Filippo Coarelli suggère que le portique pompéien aurait été constitué de 100 colonnes.

La colonnade interne abrite des jardins et des fontaines,. Par ailleurs, à l'époque de son utilisation, des œuvres d'art, rassemblées et sélectionnées par le peintre Pausias à la demande de Pompée, sont conservées au sein des jardins ou sous certaines des colonnes. Elles apparaissent alors aux regards des passants. De ces œuvres exposées, plusieurs d'entre elles connaissent une certaine renommée, entre autres un tableau représentant un sacrifice de bœufs par le peintre grec Pausias ; une peinture figurant les héros « Cadmus et Europe », signée par Antiphile ; une représentation d'Alexandre le Grand, par Nicias ; une peinture de Polygnote ; une statue monumentale à l'effigie de Pompée ; et d'autres sculptures dont celles évoquant les quatorze nations battues par les légions pompéiennes. À ce titre, l'historien Léon Homo souligne que le portique de Pompée, à l'instar de ceux d'Octavie, de Philippe ou encore de Saepta Julia, 

« [...]jouent dans la capitale un rôle de musée. »

— Léon Homo, 1971, p. 410.
Au cœur du portique se tient une vaste exèdre en forme de rectangle, lieu précis où se déroulent les délibérations sénatoriales à l'ère pompéienne. Au sud du Porticus Pompeienae, s'adossent des tabernae, tandis que sa partie nord est jouxtée par un autre portique connu sous le nom d'Hecatostylum, en raison des 100 colonnes qui le compose.